# Dallas (televíziós sorozat, 1978)
A Dallas amerikai televíziós filmsorozat, amely egy texasi olajmágnás család, a Ewing [ˈjuːɪŋ] família hétköznapjait követi nyomon 14 különböző hosszúságú évadon keresztül. Amerikában 1978. április 2. és 1991. május 3. között a CBS tűzte műsorra. A sorozat 2006. november 21-én jelent meg DVD-n.
Magyarországon 1990. december 31. és 1997. október 24. között a Magyar Televízió vetítette, majd később az RTL Klub sugározta, és az M1 tévécsatornák ismételték a szériát, bár a teljes sorozatot egyik tévéadó sem adta újra végig.
Romániában 1979. augusztus 25-én debütált a sorozat, így a román határhoz közel élők figyelemmel követhették a szériát.
2008. szeptember 1-jétől a kereskedelmi Story TV csatorna ismételte az egész szappanoperát. A sorozatot Magyarországon pont akkor kezdték vetíteni, amikor Amerikában már majdnem befejeződött; ennek okaként a rendszerváltást lehet megnevezni. A sorozat kezdete óta eltelt évtized alatt viszont semmi olyan lényeges életviteli változás nem történt, ami miatt a sorozat elavulttá, netán érthetetlenné vált volna, így itthon is nagy népszerűségre tett szert.
A Dallast máig a nemzetközi televíziózás legsikeresebb állomásaként tartják számon. 357 epizódból áll, melyek egyenként 47–50 perc hosszúságúak. A szappanopera ötletének gazdája David Jacobs producer, filmrendező és forgatókönyvíró. Golden Globe- és Emmy-díjas tévésorozat. Sikerére jellemző, hogy már 1979-ben útjára indult a széria spin-offja, a szintén rendkívül népszerű, hazánkban azonban mindezidáig nem sugárzott Knots Landing is, mely többek között a középső Ewing-fiú, Gary és felesége, Val életét mutatja be.
A sorozat először Bobby Ewing és Pamela Barnes házassága körül forgott, családjaik ugyanis egymás kibékíthetetlen ellenségei. Ahogy haladunk előre a történetben, úgy lép elő főszereplőként Jockey Ewing, akinek dörzsölt játszmái és üzleti trükkjei kerültek a középpontba. A sorozat híres továbbá az epizódok végén függőben lévő kérdéseiről is: az 1980-as "Ki volt a tettes?" mai napig az egyik legnézettebb televíziós sorozatepizód (Amerikában körülbelül 83-90 millió tévénéző látta.) Technikai okokból a teljes kilencedik évad úgynevezett "álom-évad", csak Pamela álmának szüleménye, a tizedik évad első része ott folytatódik, ahol a nyolcadik abbamaradt.
A sorozat belső jeleneteit a kaliforniai Culver Cityben található MGM stúdióban forgatták. A stáb csak a külső jelenetek forgatására utazott Texasba, többek között Dallasba és Friscóba. A stáb általában csak 6-8 hetet tartózkodott Texasban egy-egy évad leforgatásakor. A 13. évadra a megemelkedett költségek miatt minden jelenetet már Kaliforniában vettek fel, így a Southfork Ranch másolatát is felhúzták egy stúdióban.

## Cselekményének kiindulópontja
A Dallas 1978-ban indult, eredetileg egy ötrészes minisorozatként a CBS-en. A helyszín a Texas állambeli Dallas, egy dúsgazdag olajmágnás família, a Ewingok családi birtoka, Southfork. Southfork hatalmas családi birtok, amelyen a Ewing-család külön mezőgazdasági tevékenységet is folytat. Befolyásuk és vagyonuk akkora, hogy valóságos magánállamot alkotnak Southfork területén saját törvényekkel és hagyományokkal. A kisebbik fiú, Bobby (Patrick Duffy) még toleráns édesanyját, Ellie-t (Barbara Bel Geddes) és keménykötésű apját, Jockot (Jim Davis) is meglepi azzal, hogy feleségül veszi Pamela Barnest (Victoria Principal), aki a Ewingok régi ellenségének számító Barnes családból származik. A konfliktus oka, hogy még az 1930-as években Jock Ewing és akkori társa, Willard "Tintás" Barnes között elmérgesedett a viszony: Jock kitúrta barátját a Ewing Olajtársaságból,és elvette feleségül azt a nőt, akit szeretett, Eleanor "Ellie" Southworth-t. A Southworth família nem olyan volt, mint a Ewing: tehenészek voltak, egy ranchot tartottak fent, szerették a földet és a marhákat. Házasságuk után a családi birtok, Southfork lett a Ewingok otthona.
A legidősebb testvér, Jockey (Larry Hagman, az angol nyelvű eredeti sorozatban J.R., azaz John Ross), aki boldogtalan házasságban él az egykori Miss Texas-szal, Sue Ellen Shepard-dal (Linda Gray, a magyar változatban Samantha). Jockey és öccse gyakran kerülnek konfliktusba, mert az ifjabbik fivérben megvan az a morál és jóság, ami bátyjából hiányzik. A középső testvér, Gary, Ellie kedvence, mert ő emlékezteti leginkább a Southworth-ökre, azonban Jock és Jockey miatt nehéz gyerekkora volt. Miután elvett egy pincérnőt, Valene Clemens-t, megszületett az első Ewing-unoka, Lucy            (Charlene Tilton). Jockey mesterkedései miatt Gary és Valene rég elhagyták a házat, csak Lucy él a nagyszüleivel.
A farm vezetője Ray Krebbs (Steve Kanaly), aki az egyik korai részben együtt tölt egy éjszakát Lucyvel. A negyedik évad során aztán kiderül, hogy Ray nem más, mint Jock törvénytelen fia, aki egy, a második világháború alatti félrelépésből származik. Ray és Pamela korábban jegyben jártak egy ideig, mígnem a nő bele nem szeretett Bobbyba. Házasságukat Jockey és Ray is ellenzi, és megpróbálják aláaknázni a kapcsolatot. Eközben "Tintás" Barnes fia, Cliff Barnes (Ken Kercheval), aki örökölte apja Ewingok iránti gyűlöletét, különös módon Jockeyval szövetkezik a frigy ellen.

## Szereplők
Az eredeti, ötrészes minisorozatban hat színész volt a főszerepben: Barbara Bel Geddes játszotta Ellie-t, akinek a családjáé volt valamikor Southfork. Jim Davis alakította Jockot, a családfőt, Patrick Duffy a szívtipró Bobbyt, feleségét, Pamelát Victoria Principal játszotta, Jockey szerepében Larry Hagman, míg Lucyében Charlene Tilton volt látható.
Habár nem voltak ekkor még főszereplők, de jelentős mellékszereplő volt Linda Gray, mint Samantha, Jockey felesége, Steve Kanaly mint Ray, a farm vezetője, és Ken Kercheval, mint Cliff Barnes, Jockey ellensége. Gray és Kanaly már a második évadtól, Kercheval a 3. évadtól lett főszereplő. David Wayne vendégszereplőként volt látható, mint Willard "Tintás" Barnes.
A negyedik évadtól Jock nem volt látható, mert Jim Davis meghalt, karaktere a sorozat szerint repülőgép-szerencsétlenség áldozata lett. Az ötödik évadtól főszereplő lett Susan Howard, aki Donna Culvert játszotta, Ray első feleségét. A nyolcadik évadtól lett visszatérő szereplőből főszereplő Howard Keel, aki Clayton Farlow-t, Ellie második férjét alakította. Ugyanebben az évadban mutatkozott be Priscilla Presley mint Jenna Wade, aki Bobby szerelme volt, később pedig Ray második felesége. Szintén ebben az évadban helyettesítette Donna Reed Barbara Bel Geddes-t Ellie szerepében, a színésznő egészségi állapota miatt.
Dack Rambo, aki Jack Ewingot játszotta, a tizedik évadban főszereplő lett, de menet közben, tisztázatlan okokból, kiírták a szerepét. Sheree J. Wilson, April Stevens szerepében a 10. évadban debütált, és a 12. évadban főszereplő lett.
A 13. évadban voltak nagyobb változások: George Kennedy, mint Carter McKay érkezett a sorozatba, mint Jockey legújabb riválisa, emellett Cathy Podewell játszotta Cally Harpert, Jockey legújabb, fiatal feleségét. Jockey törvénytelen fia, James Beaumont is felbukkant, őt Sascha Mitchell játszotta. Michelle Stevens szerepében Kimberly Foster, míg Stephanie Rogers szerepében Lesley-Anne Down volt látható. A tizennegyedik, egyben utolsó évadban Cliff Barnes menyasszonya, Liz Adams csatlakozott.

## Atmoszférája, hangulata

### Dollárok és szokások
A sorozatnak rendkívül karakteres arculatot adott emlékezetes főcímzenéje (amelynek a későbbi évadok számára több, apróbb variánsa is készült), valamint indítóképsora, amely a fontosabb figurák három különböző profilját és a dallasi/southforki tájat pásztázta végig. Maga a szappanopera betekintést engedett az amerikai felső tízezer elegáns és pazar életminőségébe. Az események fő színhelye a fényűző vidéki birtok volt, ahol a kényelembe beleszületett szereplők jártak-keltek, intézték mindennapos teendőiket: reggeliztek, újságot olvastak, társalogtak. A Dallas emellett a nagyvárosi irodaházak, magánlakások, csillogó estélyek, végtelen olajmezők és hatalmas sportpályák előkelő, déli világát is bemutatta a maga teljességében. A sorozat szereplőinek egy része hivatásos farmerként tevékenykedett, de „egyszerű” üzletemberek, közszereplők – főként olajmágnások – is rendre feltűntek a képernyőn. Terítékre kerültek különféle szokásaik is: meccsre, marhavásárra járás, pazar klubokban ebédelés, mértéktelen whiskey fogyasztás, és természetesen a széles karimájú cowboy kalap előszeretettel történő viselése. A széria tehát amellett, hogy egy rendkívül tehetős társadalmi réteg mindennapjait mutatja be, a texasi mindennapoknak is meglehetősen precíz összefoglalóját nyújtja. Ugyanakkor az is látható volt, hogy a szereplők életében a vagyon és kényelem ellenére jelen voltak mindenféle kellemetlenségek, problémák is, úgymint betegségek, balesetek, támadások, árulás, hazugság és az üzleti, de ugyanúgy magánéleti ügyek kapcsán is mindenféle spekulációk, kijátszások, zsarolások. Ezek az események némileg árnyalták azt a jólétet, amit a sorozat bemutatott, utalva rá, hogy gondok, jellemhibák a gazdag emberek életében is előfordulnak.

### A kapitalista „modell”
A sorozat másrészről a „vadkapitalista,” célja érdekében minden eszközt felhasználó üzletember – Jockey Ewing – jellemét is felvázolja. A magyar bemutató után a közvélemény szóvá is tette: a Dallas egyfajta pozitív élménnyel igyekszik vonzóbbá tenni a rendszerváltást követően az országban hírtelen kibontakozó piacgazdaságot. Mindamellett, hogy a készítőknek nyilván nem lehettek ilyen konkrét szándékaik, a sorozat valóban részletesen szemlélteti a dörzsölt nagyvállalkozók farkastörvényekre alapított, rideg üzleti machinációkkal átszőtt mintabirodalmát.
A film kapcsán megismerhetjük a Dallasban működő olajkartell életét is. Noha a kartell intézményét ma már az amerikai piacot szabályozó törvények is tiltják, a sorozat készültekor az olajválságot követő időszakban ez még legális üzleti szövetségként működhetett. A sorozat által sugallt „vadkapitalista modellt” természetesen ez is nagyban fokozza. A kartell tagjai: Ames Oil (elnök: Jebson Ames); Lee Oil (Jordan Lee); Bradley Oil (Andy Bradley) és az Anderson Oil (Punk Anderson) vezényletével.

## Epizódok

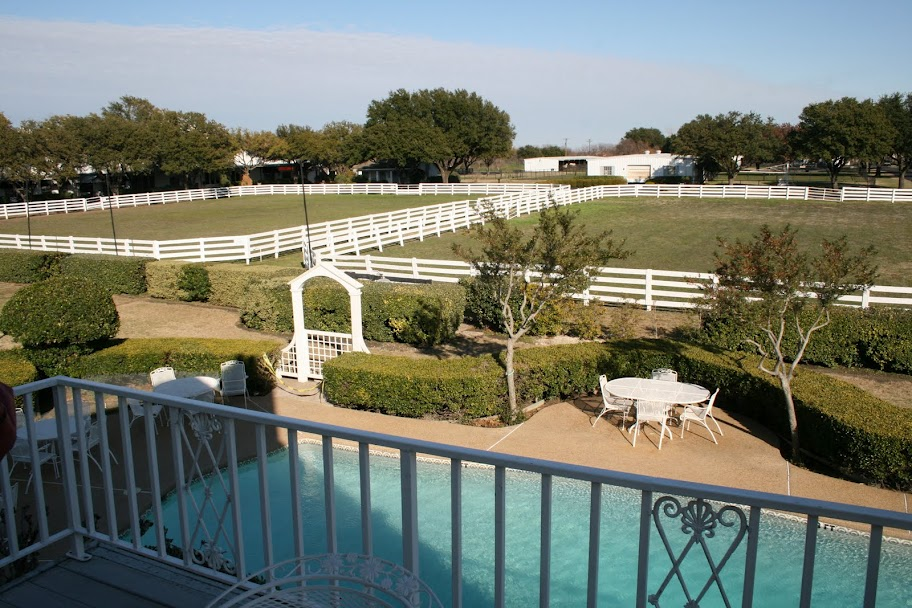
Az Ewing család otthonának parkja (részlet), Dallas, Texas

| Évad | Epizódok | Epizódok száma | Magyar sugárzás | Magyar sugárzás |
| Évad | Epizódok | Epizódok száma | Évadpremier     | Évadfinálé      |
| ---- | -------- | -------------- | --------------- | --------------- |
| 1.   | 1-5.     | 5              | 1990.12.31.     | 1991.01.25.     |
| 2.   | 6-29.    | 24             | 1991.02.01.     | 1991.07.12.     |
| 3.   | 30-54.   | 25             | 1991.07.19.     | 1992.01.03.     |
| 4.   | 55-77.   | 23             | 1992.01.10.     | 1992.06.12.     |
| 5.   | 78-103.  | 26             | 1992.06.19.     | 1992.12.11.     |
| 6.   | 104-131. | 28             | 1992.12.18.     | 1993.06.25.     |
| 7.   | 132-161. | 30             | 1993.07.02.     | 1994.01.21      |
| 8.   | 162-191. | 30             | 1994.01.28.     | 1994.08.19.     |
| 9.   | 192-222. | 31             | 1994.08.26.     | 1995.03.24.     |
| 10.  | 223-251. | 29             | 1995.03.31.     | 1995.10.13.     |
| 11.  | 252-281. | 30             | 1995.10.20.     | 1996.05.10.     |
| 12.  | 282-307. | 26             | 1996.05.17.     | 1996.11.08.     |
| 13.  | 308-334. | 27             | 1996.11.15.     | 1997.05.16.     |
| 14.  | 335-357. | 23             | 1997.05.23.     | 1997.10.24.     |

### Filmek (1986–1998)
358. 15x01 Dallas: Ahogy kezdődött	- – – – – – – – -
359. 15x02	Dallas: Jockey visszatér	1997.12.16
360. 15x03	Dallas: A Ewingok háborúja	- – – – – – – – -

## Főszereplők
| Szereplő                                                                                    | Színész            | Szereplés                           | Szereplés   | Szereplés           | Magyar hang    |
| Szereplő                                                                                    | Színész            | epizódok                            | évadok      | évek                | Magyar hang    |
| ------------------------------------------------------------------------------------------- | ------------------ | ----------------------------------- | ----------- | ------------------- | -------------- |
| John Ross II. (J.R.) "Jockey" Ewing a legidősebb Ewing fiú                                  | Larry Hagman       | 1-357. (összesen 357)               | 1-14.       | 1978-1991           | Kránitz Lajos  |
| Robert James "Bobby" Ewing a legfiatalabb Ewing fiú                                         | Patrick Duffy      | 1-191. 223-357. (összesen 326)      | 1-8. 10-14. | 1978-1985 1986-1991 | Csankó Zoltán  |
| Eleanor "Ellie" Southworth Ewing Farlow Jock felesége, később Clayton Farlow hitvese        | Barbara Bel Geddes | 1-161. 192-332. (összesen 299)      | 1-7. 9-13.  | 1978-1984 1985-1990 | Dallos Szilvia |
| Eleanor "Ellie" Southworth Ewing Farlow Jock felesége, később Clayton Farlow hitvese        | Donna Reed         | 168-191. (összesen 24)              | 8.          | 1984-1985           | Dallos Szilvia |
| John Ross I. "Jock" Ewing a Ewing klán feje, az olajtársaság megalapítója, Ellie első férje | Jim Davis          | 1-75. (összesen 75)                 | 1-4.        | 1978-1981           | Gera Zoltán    |
| Pamela Jean Barnes Ewing Willard "Digger" Barnes lánya, Bobby felesége                      | Victoria Principal | 1-251. (összesen 251)               | 1-10.       | 1978-1987           | Simorjay Emese |
| Pamela Jean Barnes Ewing Willard "Digger" Barnes lánya, Bobby felesége                      | Margaret Michaels  | 282. (összesen 1)                   | 12.         | 1988                | Simorjay Emese |
| Sue Ellen "Samantha" Shephard Ewing Lockwood Jockey felesége                                | Linda Gray         | 1-307. 356. (összesen 308)          | 1-12.       | 1978-1989           | Szerencsi Éva  |
| Lucy Ann Ewing Cooper Gary lánya, Jock és Ellie unokája                                     | Charlene Tilton    | 1-191. 280-332. (összesen 233)      | 1-8. 11-13. | 1978-1985 1988-1990 | Balogh Erika   |
| Clifford "Cliff" Barnes Willard "Digger" Barnes fia                                         | Ken Kercheval      | 1-357. (összesen 334)               | 1-14.       | 1978-1991           | Végh Péter     |
| Raymond "Ray" Krebbs Jock törvénytelen fia                                                  | Steve Kanaly       | 1-281. 287-291. 357. (összesen 285) | 1-11. 12.   | 1978-1989           | Melis Gábor    |

## Fontosabb mellékszereplők
| Szereplő                                                                        | Színész           | Szereplés             | Magyar hang                                 |
| ------------------------------------------------------------------------------- | ----------------- | --------------------- | ------------------------------------------- |
| Clayton Farlow Ellie második férje                                              | Howard Keel       | 246 epizód, 1981-1991 | Szabó Gyula                                 |
| Donna Culver Krebbs Dowling Ray felesége                                        | Susan Howard      | 198 epizód, 1979-1987 | Balogh Emese                                |
| Jenna Wade Krebbs Bobby első nagy szerelme                                      | Priscilla Presley | 141 epizód, 1983-1988 | Fazekas Zsuzsa                              |
| Jenna Wade Krebbs Bobby első nagy szerelme                                      | Francine Tacker   | 2 epizód, 1980        | Détár Enikő (?) Götz Anna                   |
| Jenna Wade Krebbs Bobby első nagy szerelme                                      | Morgan Fairchild  | 1 epizód, 1978        | Détár Enikő (?) Götz Anna                   |
| John Ross III. "Johnny" Ewing Jockey és Samantha fia                            | Tyler Banks       | 38 epizód, 1980-1983  | Szőnyi Juli                                 |
| John Ross III. "Johnny" Ewing Jockey és Samantha fia                            | Omri Katz         | 142 epizód, 1983-1991 | Glósz Viktor                                |
| Christopher Ewing Pam és Bobby adoptált fia                                     | Eric Farlow       | 44 epizód, 1983-1985  |                                             |
| Christopher Ewing Pam és Bobby adoptált fia                                     | Joshua Harris     | 101 epizód, 1985-1991 | Szentesi Gergő Molnár Levente               |
| Jack Ewing Jock unokaöccse                                                      | Dack Rambo        | 51 epizód, 1985-1987  | Galambos Péter                              |
| Willard "Tintás" Barnes a rivális Barnes család feje, Jock ellenfele            | Keenan Wynn       | 10 epizód, 1979-1980  | Tyll Attila                                 |
| Willard "Tintás" Barnes a rivális Barnes család feje, Jock ellenfele            | David Wayne       | 4 epizód, 1978        | Horkai János                                |
| April Stevens Ewing Bobby második felesége                                      | Sheree J. Wilson  | 112 epizód, 1986-1991 | Hegyi Barbara                               |
| Jamie Ewing Barnes Jock unokahúga, Cliff Barnes első felesége                   | Jenilee Harrison  | 70 epizód, 1984-1986  | Hámori Eszter Kocsis Judit                  |
| Garrison Arthur 'Gary' Ewing Lucy édesapja, Ellie és Jock harmadik, középső fia | David Ackroyd     | 2 epizód, 1978        | Dörner György                               |
| Garrison Arthur 'Gary' Ewing Lucy édesapja, Ellie és Jock harmadik, középső fia | Ted Shackelford   | 9 epizód, 1979-1991   | Kaszás Attila Dunai Tamás                   |
| Valerie Ewing Gary felesége, Lucy édesanyja                                     | Joan Van Ark      | 8 epizód, 1978-1991   | Kovács Zsuzsa                               |
| James Richard Beaumont Jockey törvénytelen fia                                  | Sasha Mitchell    | 40 epizód, 1989-1991  | Bor Zoltán                                  |
| Jeremy Wendell a WestStar első igazgatója                                       | William Smithers  | 49 epizód, 1981-1989  | Pathó István Versényi László                |
| Carter McKay a WestStar későbbi igazgatója                                      | George Kennedy    | 52 epizód, 1988-1991  | Csurka László                               |
| Cally Harper Ewing Jockey második felesége                                      | Cathy Podewell    | 59 epizód, 1988-1991  | Rudolf Teréz                                |
| Michelle Stevens Beaumont Barnes April testvére                                 | Kimberly Foster   | 43 epizód, 1989-1991  | Balázs Ági                                  |
| Liz Adams Cliff kedvese az utolsó szezonban                                     | Barbara Stock     | 19 epizód, 1981-1991  | Szirtes Ági                                 |
| Steven "Dusty" Farlow Clayton fia, Samantha egykori szerelme                    | Jared Martin      | 34 epizód, 1979-1991  | Rátóti Zoltán Balázsovits Lajos Dunai Tamás |
| Afton Cooper Lucy sógornője                                                     | Audrey Landers    | 84 epizód, 1981-1989  | Kiss Erika                                  |
| Mitch Cooper Lucy férje                                                         | Leigh McCloskey   | 46 epizód, 1980-1988  | Rudolf Péter Fazekas István                 |
| Mark Graison Pamela egykori szerelme                                            | John Beck         | 67 epizód, 1983-1986  | Sörös Sándor Szabó Sipos Barnabás           |
| Mandy Winger Jockey egyik szeretője, a Valentine cég arca                       | Deborah Shelton   | 63 epizód, 1984-1987  | Radó Denise                                 |
| Rebecca Barnes Wentworth Pamela és Cliff édesanyja                              | Priscilla Pointer | 44 epizód, 1981-1983  | Faragó Vera                                 |
| Katherine Wentworth Pam és Cliff féltestvére                                    | Morgan Brittany   | 57 epizód, 1981-1987  | Détár Enikő                                 |
| Kristin Shephard Samantha húga                                                  | Colleen Camp      | 2 epizód, 1979        | Orosz Helga                                 |
| Kristin Shephard Samantha húga                                                  | Mary Crosby       | 27 epizód, 1979-1981  | Orosz Helga                                 |

## További mellékszereplők
| Szereplő                                                                                       | Színész                | Szereplés             | Magyar hang                                               |
| ---------------------------------------------------------------------------------------------- | ---------------------- | --------------------- | --------------------------------------------------------- |
| Garrison Southworth Ellie bátyja                                                               | Gene Evans             | 1 epizód, 1979        | Mádi Szabó Gábor                                          |
| Jordan Lee                                                                                     | Don Starr              | 88 epizód, 1978-1990  | Pusztai Péter Kun Vilmos                                  |
| Marilee Stone olajmágnás                                                                       | Fern Fitzgerald        | 73 epizód, 1979-1989  | Timár Éva Földessy Margit Kocsis Mariann                  |
| Angelica Nero őrült gyilkos (álomévad)                                                         | Barbara Carrera        | 25 epizód, 1985-1986  | Kocsis Mariann Détár Enikő                                |
| Maggie Barnes Monahan Pamela és Cliff nagynénje                                                | Sarah Cunningham       | 5 epizód, 1978-1984   | Győri Ilona                                               |
| Patricia Shepard Samantha és Kristin anyja                                                     | Martha Scott           | 10 epizód, 1979-1985  | Győry Franciska Pápai Erzsi                               |
| Lady Jessica Montford Clayton őrült húga, Dusty biológiai anyja                                | Alexis Smith           | 11 epizód, 1984-1990  | Tóth Judit                                                |
| Marvin "Punk" Anderson Jock legjobb barátja, olajmágnás                                        | Morgan Woodward        | 55 epizód, 1980-1987  | ? Dobránszky Zoltán Izsóf Vilmos                          |
| Mavis Anderson Ellie legjobb barátnője, Punk felesége                                          | Alice Hirson           | 26 epizód, 1982-1988  | Földi Teri                                                |
| Charlotte 'Charlie' Wade Jenna lánya                                                           | Shalane McCall         | 93 epizód, 1978-1988  | Vadász Bea Simonyi Piroska                                |
| Harvey "Harv" Smithfield A Ewing család ügyvédje                                               | George Petrie          | 49 epizód, 1979-1991  | Pataky Imre Elekes Pál Csikos Gábor                       |
| Scotty Demarest A Ewing család büntetőjogi ügyvédje                                            | Stephen Elliott        | 14 epizód, 1980-1987  | Buss Gyula Szabó Ottó                                     |
| Harry McSween Jockey magánnyomozója                                                            | James Brown            | 39 epizód, 1979-1988  | Tolnai Miklós Láng József Dobránszky Zoltán Csurka László |
| Jackie Dugan Pamela munkatársa, később a titkárnője                                            | Sherill Lynn Rettino   | 186 epizód, 1979-1991 | Vándor Éva Kocsis Mariann Rák Kati                        |
| Phyllis Wapner Bobby második titkárnője                                                        | Deborah Tranelli       | 147 epizód, 1981-1991 | Némedi Mari                                               |
| Sylvia "Sly" Lovegren Jockey negyedik és legodaadóbb titkárnője                                | Deborah Rennard        | 188 epizód, 1981-1991 | Kökényessy Ági Lengyel Kati Andai Katalin                 |
| Kendall Chapman A Ewing Olajtársaság recepciósa                                                | Danone Camden          | 103 epizód, 1982-1991 | ? Kocsis Mariann                                          |
| Dave Culver                                                                                    | Tom Fuccello           | 35 epizód, 1979-1991  | Hirtling István Forgács Péter Mihályi Győző               |
| Casey Denault                                                                                  | Andrew Stevens         | 33 epizód, 1987-1989  | Lux Ádám                                                  |
| Nicholas Pearce                                                                                | Jack Scalia            | 29 epizód, 1987-1991  | Laklóth Aladár                                            |
| Mickey Trotter                                                                                 | Timothy Patrick Murphy | 27 epizód, 1982-1983  | Minárovits Péter Németh Kristóf                           |
| Peter Richards                                                                                 | Christopher Atkins     | 27 epizód, 1983-1984  | Holl Nándor                                               |
| Holly Harwood                                                                                  | Lois Chiles            | 25 epizód, 1982-1983  | Andresz Kati                                              |
| Dr. Jerry Kenderson                                                                            | Barry Jenner           | 25 epizód, 1984-1986  | Jakab Csaba Kovács István Mihályi Győző                   |
| Serena Wald                                                                                    | Stephanie Blackmore    | 20 epizód, 1980-1990  | Kocsis Mariann Menszátor Magdolna Frajt Edit              |
| Kimberly Cryder                                                                                | Leigh Taylor-Young     | 20 epizód, 1987-1989  | Piros Ildikó                                              |
| Dr. Simon Ellby                                                                                | Jeff Cooper            | 19 epizód 1979-1981   | Ujréti László                                             |
| Alan Beam Lucy udvarlója                                                                       | Randy Powell           | 18 epizód, 1979-1980  | Szabó Sipos Barnabás                                      |
| Paul Morgan                                                                                    | Glenn Corbett          | 18 epizód, 1983-1988  | Szokolay Ottó                                             |
| Jeanne O’Brien Pamela tökéletes hasonmása                                                      | Margaret Michaels      | 4 epizód, 1990        | Kocsis Judit                                              |
| Muriel Gillis Lucy haverja                                                                     | Karlene Crockett       | 12 epizód, 1979-1983  | Nyírő Beáta                                               |
| Vaughn Leland                                                                                  | Dennis Patrick         | 19 epizód, 1979-1984  | Kézdy György Szabó Sándor Tolnai Miklós                   |
| Eddie Cronin                                                                                   | Fredric Lehne          | 19 epizód, 1984-1985  | Gyabronka József                                          |
| Lil Trotter                                                                                    | Kate Reid              | 17 epizód, 1982-1986  | Kassai Ilona                                              |
| Bruce Harvey                                                                                   | Jonathan Goldsmith     | 16 epizód, 1986-1989  | Vass Gábor                                                |
| Lisa Alden                                                                                     | Amy Stoch              | 16 epizód, 1987-1988  | Orosz Helga Balázs Ági                                    |
| Fenton Washburn megyei seriff                                                                  | Barry Corbin           | 9 epizód, 1979-1984   | Kisfalussy Bálint                                         |
| Wade Luce                                                                                      | Robert Ackerman        | 13 epizód, 1978-1982  | Barbinek Péter                                            |
| Kay Lloyd                                                                                      | Karen Kopins           | 13 epizód, 1988-1989  | Tóth Enikő                                                |
| Don Lockwood                                                                                   | Ian McShane            | 13 epizód, 1989       | Székhelyi József                                          |
| Tommy McKay                                                                                    | J. Eddie Peck          | 13 epizód, 1989       | Selmeczi Roland                                           |
| Vanessa Beaumont Jockey fiatalkori szerelme, és törvénytelen fia; James Richard Beaumont anyja | Gayle Hunnicutt        | 13 epizód, 1989-1991  | Menszátor Magdolna                                        |
| Stephanie Rogers                                                                               | Lesley-Anne Down       | 13 epizód, 1990       | Kovács Nóra                                               |
| Roger Larson                                                                                   | Dennis Redfield        | 12 epizód, 1982       | Laklóth Aladár                                            |
| Matt Cantrell                                                                                  | Marc Singer            | 12 epizód, 1986       | Széles László                                             |
| Wes Parmalee                                                                                   | Steve Forrest          | 12 epizód, 1986       | Kun Vilmos Rajhona Ádám                                   |
| Laurel Ellis                                                                                   | Annabel Schofield      | 12 epizód, 1988       | Madarász Éva                                              |
| Jeff Farraday                                                                                  | Art Hindle             | 11 epizód, 1981-1982  | Felföldi László                                           |
| Thornton McLeish                                                                               | Kenneth Kimmins        | 11 epizód, 1982-1983  | Varga Tamás                                               |
| Walt Driscoll                                                                                  | Ben Piazza             | 11 epizód, 1982-1983  | Pathó István Versényi László                              |
| B.D. Calhoun                                                                                   | Hunter von Leer        | 11 epizód, 1986-1987  | Hankó Attila                                              |
| Edgar Randolph                                                                                 | Martin E. Brooks       | 10 epizód, 1983-1984  | Varga Tamás Kárpáti Tibor                                 |
| Dandy Dandridge                                                                                | Bert Remsen            | 10 epizód, 1987       | Horkai János                                              |
| Alex Ward                                                                                      | Joel Fabiani           | 8 epizód, 1981        | Trokán Péter                                              |
| Mrs. Chambers                                                                                  | Phyllis Flax           | 8 epizód, 1982        | Pásztor Erzsi Kassai Ilona                                |
| Blair Sullivan                                                                                 | Ray Wise               | 8 epizód, 1982        | Józsa Imre                                                |
| Alex Barton                                                                                    | Michael Wilding Jr.    | 8 epizód, 1989        | Széles Tamás                                              |
| Dr. Herbert Styles                                                                             | John Anderson          | 7 epizód, 1987-1988   | Sinkovits Imre                                            |
| Russell Slater                                                                                 | Jack Collins           | 7 epizód, 1982-1987   | Csurka László Pathó István                                |
| Tammy Miller Kent                                                                              | Irena Ferris           | 6 epizód, 1987-1989   | Spilák Klára                                              |
| Eugene Bullock                                                                                 | E.J. André             | 6 epizód, 1979-1983   | Sinkovits Imre Simon György                               |
| Wilson Cryder                                                                                  | John Calvin            | 6 epizód, 1987-1988   | Rékasi Károly                                             |
| Matt Devlin                                                                                    | Don Porter             | 4 epizód, 1980        | Szabó Gyula                                               |
| Julie Grey                                                                                     | Tina Louise            | 5 epizód, 1978-1979   | Bencze Ilona                                              |
| Diana Farrington                                                                               | Leslie Bevis           | 5 epizód, 1989-1990   | Ábrahám Edit                                              |
| Larry Doyle                                                                                    | Paul Lieber            | 4 epizód, 1987-1988   | Széles László                                             |
| Greg Forrester Lucy tanára                                                                     | Christopher Coffey     | 5 epizód, 1980        | Mihályi Győző                                             |
| Frank Crutcher                                                                                 | Dale Robertson         | 5 epizód, 1982        | Gruber Hugó                                               |
| Les Crowley                                                                                    | Michael Bell           | 4 epizód, 1980-1981   | Tordy Géza                                                |
| Ben Maxwell                                                                                    | Fred Beir              | 3 epizód, 1979        | Bács Ferenc                                               |
| Dr. Miles Pearson                                                                              | Peter Donat            | 2 epizód, 1980        | Bács Ferenc                                               |
| Hutch McKinney Pamela vér szerinti apja                                                        | William Watson         | 1 epizód, 1980        | Hollósi Frigyes                                           |
| Dave Stratton                                                                                  | Christopher Stone      | 9 epizód, 1981-1984   | Jakab Csaba Szabó Sipos Barnabás                          |
| Howard Barker                                                                                  | Herbert Rudley         | 4 epizód, 1981        | Horváth Sándor                                            |
| Howard nyomozó                                                                                 | Bob Hoy                | 4 epizód, 1982        | Kristóf Tibor                                             |
| White nyomozó                                                                                  | Tom Stern              | 3 epizód, 1982        | Hankó Attila                                              |
| Doctor Hooper                                                                                  | Raleigh Bond           | 1 epizód, 1981        | Kulka János                                               |
| Jerry Macon                                                                                    | Bruce French           | 4 epizód, 1981-1982   | Varga T. József Uri István Orosz István                   |
| Randy                                                                                          | Brad Pitt              | 4 epizód, 1987-1988   | Bartucz Attila                                            |
| Arthur Elrod                                                                                   | Barry Nelson           | 3 epizód, 1981        | Szersén Gyula                                             |
| William Packer bíró                                                                            | Liam Sullivan          | 2 epizód, 1981-1987   | Horkai János                                              |
| Dr. Harlan Danvers                                                                             | Dan Ammerman           | 1 epizód, 1978        | Versényi László                                           |
| Dr. Harlan Danvers                                                                             | John Zaremba           | 13 epizód, 1978-1986  | Kun Vilmos                                                |
| Eric                                                                                           | Dan Hamilton           | 4 epizód, 1981-1982   | Kovács István                                             |
| Max Flowers                                                                                    | Denny Miller           | 4 epizód, 1984        | Vass Gábor Kárpáti Tibor                                  |
| Rolf Brundin                                                                                   | Gunnar Hellström       | 4 epizód, 1989        | Szabó Ottó                                                |
| Johnny Dancer                                                                                  | Ramy Zada              | 4 epizód, 1990-1991   | Haás Vander Péter                                         |
| Armando Sidoni                                                                                 | Alberto Morin          | 3 epizód, 1983-1984   | Kenderesi Tibor Kun Vilmos                                |
| Mr. Forest                                                                                     | Arthur Malet           | 3 epizód, 1981-1982   | Szacsvay László                                           |
| Charles Eccles                                                                                 | Ron Tomme              | 3 epizód, 1982        | Trokán Péter                                              |
| Ed Chapman                                                                                     | H.M. Wynant            | 3 epizód, 1981-1982   | Tordy Géza                                                |
| Carl Daggett                                                                                   | Charles Napier         | 3 epizód, 1982-1983   | Barbinek Péter                                            |
| Bill Johnson                                                                                   | Nicholas Hammond       | 3 epizód, 1982        | Haás Vander Péter ?                                       |
| Gil Thurman                                                                                    | Albert Salmi           | 3 epizód, 1982-1983   | Rajhona Ádám                                              |
| Ben Stivers                                                                                    | Steve Forrest          | 3 epizód, 1986        | Ujlaki Dénes Rajhona Ádám                                 |
| Nelson Harding                                                                                 | Dennis Lipscomb        | 1 epizód, 1982        | Hankó Attila                                              |
| John Baxter                                                                                    | Robin Strand           | 1 epizód, 1982        | Schnell Ádám                                              |
| Tom Reebach                                                                                    | Terry Evans            | 1 epizód, 1985        | Lippai László                                             |

## Névváltoztatások a magyar változatban
- A magyar változatban a főszereplőt Jockeynak hívják. Az eredeti neve azonban J.R. (John Ross) Ewing J.r. volt.
- Jockey feleségét Sue Ellent szintén "átkeresztelték", az ő neve Samantha lett.

## Szereplők és jellemek
- Jockey (John Ross, 'J.R') Ewing (Larry Hagman) – A Dallas főszereplője és leggonoszabb karaktere. Egyértelműen az ő ördögi gátlástalanságára épül a sorozat konfliktusainak zöme. Tudjuk róla, hogy gyermekként félénk természet volt, már ekkor is egyfajta torz bizonyítási vágy hajtotta. Felnőttként – mint a család idősebb sarja – komoly, de cinkelt lapokkal játszó vállalatigazgató, aki a munkáját a szeretteinél jóval előbbre rangsorolja, sőt, a Ewing famíliát (beleértve a farmot és a családtagokat is) egyenesen az olajtársasággal azonosítja. Környezetével gyakran konfrontálódik, egyedül csinos ágyasaival és az üzleti manipulációiban partneréül szegődő mágnásokkal ért szót. Aljas férfi, a kicsinyes intrikák és zsarolások valóságos művésze. Cinikus, a külvilág felé joviális és végtelenül szeretetreméltó, de ugyanakkor mohó és pökhendi jellem. Nem csoda, hogy a sorozat folyamán többször megpróbálják eltenni láb alól, és sokan tettlegességgel fejezik ki iránta érzett undorukat. Jockey viszont inkább eltűr néha egy-egy pofont, semmint jó útra térjen. A vállalat épsége érdekében bármit hajlandó feláldozni. Egyedül szüleit és fiát szereti többé-kevésbé. Az őt alakító Larry Hagman-re egyébként az évek során ráragadt Jockey figurája, későbbi pályafutása során sem tudott (vagy nem is akart) kibújni a televíziózás-történet leggonoszabb hősének skatulyájából. (Pl. a Nixon című Anthony Hopkins-filmben is olajmágnást alakított 1995-ben.)
- Bobby (Robert James) Ewing (Patrick Duffy) – Bátyjának szöges ellentéte: szerény, becsületes, és természetesen jóképű fiatalember. Nem készült olajszakembernek, és folyamatosan vívódik: a családi vállalkozást vigye-e tovább, vagy fogjon valami egészen másba? Jockey eleinte nem sok lehetőséget kínál neki ahhoz, hogy az előbbit válassza, de Bobby az évek során egyre inkább ráérez az olaj ízére, és felelősségteljes vállalattulajdonossá érik. A farm körüli munkából is kiveszi a részét. Erős testfelépítésű, sokszor bunyóval torolja meg gyengébb bátyja aljasságait. Makulátlan jellemét pont a bátyjával való szembenállás formálja ki (a sorozat befejező epizódjában, amely azt latolgatja milyen lett volna a világ Jockey Ewing nélkül, Bobby egy kártyázó, élvhajhász emberré alakul át, mivel Jockey nélkül az a pozitív oldala nem is volt képes kialakulni). A feleségével, Pamelával való viszonyára gyöngédség és megértés jellemző, bár kettejükkel a sors csúnyán kibabrált. A bajok sokszor csőstül szakadnak Bobby-ra, de igyekszik mindig megoldani őket. A család támasza. Szimpatikus, életrevaló és talpraesett fiatalember, aki mindig segít másokon, és lerészegedni is csak különleges alkalmakkor szokott. Pamela elvesztése után kissé komorabbá, melankolikusabbá válik, s többfelé is kikacsingat, elvei mellett azonban a végsőkig kitart.
- Pamela Jean Barnes Ewing (Victoria Principal) – Bobby felesége. A Barnesok közül való, ezért a saját bőrén tapasztalja a Ewing-Barnes rivalizálás szörnyűségeit. Egy balesetnek köszönhetően nem vállalhatja a terhességet, ezért Bobby-val kénytelenek lemondani a gyermekáldásról. Az 1985-86 közötti évadot végül álomévadnak minősítették, melyben Pam megálmodta Bobby halálát. Az ébredés után a zuhanyzóban találja férjét. Az események visszatérnek arra az időszakra, mikor Bobby újra megkéri Pamela kezét. Ennek az évadnak a végén kiderül, mégis lehet gyermekeük, ám egy autóbaleset következtében csúnyán összeég, s ezután már nem meri vállalni arcát Bobby mellett, s elhagyja őt. Karaktere még visszatér később, de már nem Victoria Principal játssza. Itt kiderül, hogy a baleset miatt halálos betegségben szenved, és csak pár hónapja van hátra, ezért nem tér vissza a családjához. A színésznő kilépésével Pamela alakja is talányossá válik.
- Ellie (Eleanor) Southworth Ewing Farlow (Barbara Bel Geddes) – Ellie, a szeretetteljes anya vasmarokkal fogja össze a sokszor szétszéledő famíliát. Ő Southfork örököse és tulajdonosa, szereti a farmot, hiszen itt nőtt fel, és minden idejét a család felvirágoztatásának szenteli. Kedves és bölcs asszony, aki előszeretettel osztogatja életviteli tanácsait a családtagok számára. Férjével, Jock-kal való meghitt viszonya, őseinek és a család intézményének tisztelete, becsületessége az egyik legemberközelibb karakterré teszi.
- Samantha (Sue Ellen) Shepard Ewing (Linda Gray) – Jockey felesége, egykori szépségkirálynő, aki kezdetben mániákusan vonzódik férjéhez, majd amikor rádöbben annak igazi természetére, aljas hűtlenkedéseire, hirtelen öntudatra ébred. Megalkuvást nem ismerő, öntörvényű és határozott nővé válik. A sorozatot kibővítő két filmben a Jockey visszatér-ben és a Ewingok háborújá-ban bár újból egymásra találnak férjével, miután Samantha elfogadja Jockey néhány rossz tulajdonságát, de ugyanakkor Jockey is komolyan átértékel bizonyos dolgokat az életéből.
- Cliff (Clifford) Barnes (Ken Kercheval) – Willard Barnes fia, aki szűkölve utálja Jockey Ewing-ot, s persze ez az érzés kölcsönös. A két férfi megszállott kötélhúzása végighúzódik az egész cselekményen, de Cliff – tekintve, Jockey mögött rendszerint sokkal jelentősebb erők sorakoznak fel – menetrendszerűen elveszíti a gonosz olajmágnás elleni akaratos küzdelmét. Jockey-hoz hasonlóan őt is a győzelem és a dicsőség érdekli, de emberarcúbb, mint végletesen aljas ellenlábasa. Érzékeny, öntörvényű személyiség.
- Ray (Raymond) Krebbs Ewing (Steve Kanaly) – A farm vezetője, aki később feleségül veszi Donna Culvert. Ray egyszerű ember, viszont igen erős morális érzékkel bír. Tisztességes, és persze a tanyasi munka szeretete hajtja. Jock-kal való kapcsolata meghatározó jelentőségű az életében. Amikor megtudja, hogy a Ewing-családfő valójában vér szerinti édesapja, a mindkettejük számára meglepő felismerés új alapokra helyezi eddig is bensőséges viszonyukat.
- Lucy Ann Ewing Cooper (Charlene Tilton) – Nyafogós tinilányként indul, aki nem találja a helyét az életben. Szerelmi csalódások, családi identitászavar (szülei, Gary Ewing és Valene Ewing elváltak, és magára hagyták), szeretethiány jellemzi mindennapjait, míg nem találkozik Mitch Cooper-rel, akivel egymásba szeretnek és összeházasodnak. A sorozat harmadik évadja közben Lucy anyja és apja újra összeházasodtak, majd ketten Kaliforniába költöztek. Az ő történetüket meséli el az amerikai Knots Landing sorozat, amely 14 évadot élt meg.
- Donna Culver Krebbs (Susan Howard) – Ray felesége. Korábban Sam Culver politikus hitvese volt, de az idős férfi halála után megtetszett neki a farmer Ray, és kapcsolatuk rövidebb mosolyszünet után házassággá érett. Ő a Texasi Energiabizottság elnöke.
- Clayton Farlow (Howard Keel) – Miután Jock Ewingot baleset éri, és meghal, Clayton Farlow feleségül veszi Ellie-t, és tulajdonképpen az elhunyt családfő helyébe kíván lépni. Ez persze nem tetszik Jockey-nak. Farlow becsületes, és a Ewingokat sajátjaiként szerető férfi, aki maga is dúsgazdag. Fiának, Dusty-nak és Samanthának korábban szerelmi viszonyuk volt, a történet elején.
- Jock (John Ross) Ewing (Jim Davis) – A Ewing család feje, aki keménykötésű, de udvarias és jószándékú férfi. Ifjúkorában építette fel a Ewing Olajtársaságot, áldozatos munkával, majd később, amikor megöregedett, Jockey-nak adta át a vállalat irányítását. A sorozat 5. szériájában repülőgépszerencsétlenség áldozata lesz, és meghal. Szükséghelyzet kívánta így, mivel az őt alakító színész, Jim Davis valóban jobb létre szenderült 1981-ben.

## Jelentősebb távozások és visszatérések
- Az első jelentősebb távozás Jim Davis nevéhez fűződik: az általa alakított Jock Ewing a 75. részben (Újrakezdések) látható utoljára: szerepe szerint feleségével, Ellie-vel második nászútra mennek, majd a 90. részben repülőszerencsétlenségben meghal. Kiírására azért volt szükség, mert a színész ekkor már súlyos beteg volt, a 4. évad befejezése előtt nem sokkal hunyt el.
- Priscilla Pointer az 5. évad közepén szerepelt utoljára mint Rebecca Barnes: a 121. részben (Requiem) repülőgépe lezuhan miközben Houstonba utazna és a kórházban meghal.
- Timothy Patrick Murphy a 6. évad elején szerepelt utoljára: az általa alakított Mickey Trotter az 5. évad végén súlyos autóbalesetet szenved, majd a 136. részben (A megváltó halál) meghal.
- Az Audrey Landers által alakított Afton Cooper a 7. évad elején állt tovább: a "Kié a gyilkos fegyver?" című epizódban elhagyja Cliffet és hazaköltözik az édesanyjához. Később a 11. évad végén visszatért a sorozatba rövid ideig, amikor is újra megpróbálnak összejönni Cliffel, majd szerepelt az új Dallas sorozatban is.
- Morgan Brittany (Katherine Wentworth) a 7. évad elején lépett ki: az általa alakított Katherine-t letartóztatja a rendőrség, miután megpróbálta Bobby-t megölni. Látható azonban még a Hattyúdal című epizódban, ahol is ő gázolja halálra Bobby-t, majd ő is meghal, de miután álommá minősítették ezt a jelenetet és az utána következő 8. évadot is, később a 10. évad elején, Pamela balesete után visszatért két epizód erejéig. A színésznő 1984-ben terhes lett, ezért írták ki a készítők.
- Patrick Duffy a 7. évad végén, a Hattyúdal című epizódban lépett ki a sorozatból: az általa alakított Bobby Ewing autóbaleset áldozata lesz és meghal. A közönség nyomására azonban az 1986/87-es évadban visszahozták, és az egész 8. évadot "álomévad"-nak minősítették. Kiírásának oka az volt, hogy a színész szüleit brutálisan meggyilkolták, így távol akart maradni a sorozattól is.
- Charlene Tilton kétszer hagyta ott a sorozatot: először a 7. évad végén, a Hattyúdal című epizódban írták ki, az általa alakított Lucy újból hozzáment Mitch Cooperhez, és Atlantába költöztek. Visszatért azonban a 10. évad végén, miután újra elvált Mitch-től, de később a 12. évad végén lépett ki végleg: "A Southforki esküvők átka" című részben elhagyta Dallast.
- Miután két évadon át játszotta a Ewing fivérek unokatestvérét, Jamie Ewingot, Jenilee Harrisont kétszer írták ki: először a 8. évad végén, amikor is szerepe szerint felrobban a kocsija és meghal. Miután azonban a 8. évadot álomnak minősítették, a 9. évad közepén írták ki végleg: szerepe szerint elhagyja Cliffet és Los Angelesbe költözik, majd sziklamászás közben életét veszti.
- Dack Rambo a 9. évad Tízszázalékos megoldás című részében látható utoljára: az általa alakított Jack Ewing elhagyta Dallast, miután húga halála után sikertelenül próbálta megakadályozni hogy a sógora Cliff és a volt felesége, April kapják meg Jamie 10 százalékát a Ewing Olajtársaságból.
- Deborah Sheltont szintén kétszer írták ki: először a 8. évad Búcsúzások című epizódjában, szerepe szerint Jockey szakít vele, majd az álommá minősítés miatt ő is nyert még egy évadot és a 9. évad végén lépett ki végleg: Samantha bosszúból kirúgja a Valentine cégtől, miután rájön hogy újból be akarja hálózni a férjét. Az új Dallasban visszatért Jockey temetésére.
- Victoria Principal (Pamela) a 9. évad végén lépett ki, a 251. részben (A Ewingok bukása) Pamela súlyos autóbalesetet szenved, majd a 10. évad elején elhagyja a családját és elválik Bobbytól. Pamela karaktere a 11. évad elején még visszatért, de ekkor már Margaret Michaels alakította.
- Susan Howard szerepe, Donna Culver Krebbs a 9. évad végén szerepelt utoljára: szerepe szerint elvált Raytől és Washingtonban kezdett új életet.
- A William Smithers alakította Jeremy Wendell kétszer hagyta el a sorozatot: először a 9. évad végén, "A Ewingok bukása" című részben, amikor is miután beteljesítette bosszúját a Ewingok ellen, pihenőre vonult és ideiglenesen mást bízott meg a Weststar vezetésével, de későbbi visszatérését követően a 11. évad elején lépett ki végleg: szerepe szerint letartóztatta a rendőrség, miután kiderült hogy ő állt a Ewingok elleni háború mögött.
- Priscilla Presley szerepe, Jenna Wade a 10. évad végén távozott: férjével, Ray-jel együtt Párizsban kezdenek új életet.
- Steve Kanaly szintén a 10. évad végén szerepelt utoljára, szerepe szerint Ray Krebbs a feleségével, Jennával együtt Párizsba költözött. A 11. évad elején azonban pár rész erejéig visszatért, hogy segítsen leszámolni Carter McKay-jel és az embereivel, majd látható a záró epizódban is.
- Linda Gray a 11. évad utolsó részében látható utoljára, amikor Samantha levetíti a tönkrement házasságáról szóló filmet Jockeynak és megzsarolja, majd új kedvesével, a filmrendező Don Lockwooddal elhagyja Dallast és Londonban kezdenek új életet. A záró epizódban újra látható, és az új Dallasban is szerepel.
- Barbara Bel Geddes kétszer hagyta el a sorozatot: először a 6. évad végén, a Végjátszma című részben, amikor is Claytonnal együtt nászútra mennek, majd a 7. évadban Donna Reed vette át Ellie szerepét, mivel Barbara ekkor súlyos betegségekkel küzdött. Visszatért azonban a 8. évadban, de a 12. évad végén (A Southforki esküvők átka) lépett ki végleg: szerepe szerint Ellie a férjével, Claytonnal együtt végleg elhagyja Dallast.
- Howard Keel szerepe, Clayton Farlow a 12. évad végén szerepelt utoljára: April és Bobby esküvője után feleségével, Ellie-vel elhagyják Dallast. Néhány epizód erejéig azonban visszatért a 13. évadban: hazaviszi Londonból Johnnyt és Christophert, majd eladja a Weststar-beli szavazati jogát.
- Sheree J. Wilson (April Stevens Ewing) a 13. évad elején lépett ki: az általa alakított April merénylet áldozata lesz Párizsban, a nászútján. (Erre azért volt szükség, mert a való életben Sheree terhes lett és nyugodt körülmények között akarta világra hozni gyermekét.)
- Cathy Podewell szerepe, Cally Harper Ewing a 13. évad közepén hagyta el a sorozatot: szerepe szerint elvált Jockeytól és elhagyta Dallast. A záró epizódban újra látható, valamint az új Dallasban visszatért Jockey temetésére.

## A magyar Dallas
A sorozatot Magyarországon először 1990. december 31. és 1997. október 24. között, péntekenként 20 órai kezdéssel sugározta a Magyar Televízió egyes csatornája.
A sorozat magyar szinkronja az idők folyamán legendássá nemesedett. A Magyar Szinkron- és Videovállalat, majd a Videovox Stúdió Kft. gyártotta a sorozat magyar változatát, amelyben Larry Hagman Kránitz Lajos, Patrick Duffy Csankó Zoltán, Linda Gray Szerencsi Éva, Victoria Principal Simorjay Emese, Barbara Bel Geddes Dallos Szilvia, Howard Keel Szabó Gyula, Jim Davis Gera Zoltán, Ken Kercheval Végh Péter, Charlene Tilton Balogh Erika, Steve Kanaly pedig Melis Gábor hangján szólalt meg, de a szereposztás az állandó munkafeladatok mellett számos magyar színészt foglalkoztatott. Hét év alatt a kisebb-nagyobb szerepekben felbukkant Sinkovits Imre, Mádi Szabó Gábor, Szabó Sándor és Tordy Géza is, miközben természetesen a gyakori szinkronhangok közül is több tucat művésznek adott munkát a sorozat.
A sorozat magyarországi sugárzási jogát a köztelevízió szerezte meg, de Nahlik Gábor, az MTV akkori elnöki jogkörrel felruházott alelnöke lemondta a további részeket. A jogra Szinetár Miklós cége csapott le. A Dallas-rajongók addig ostromolták a tévét, míg az MTV végül kénytelen volt megvenni a vetítési jogot a magáncégtől. Ez valamelyest felsrófolta az árat, ráadásul az eladást a cég egy több tíz millió forint értékű filmcsomag megvásárlásához kötötte.

## Dallas a környező országokban
Volt Jugoszlávia: A jugoszláv határ mentén élők már 1987-től élvezhették eredeti nyelven a Dallast, mivel a jugoszlávok csak feliratozták a külföldi sorozatokat. A legelső részt 1984. április 14-én vetítették elsőként. 1987.03.07-től szombaton a Jugoszláv 2. program 18:40-19:27 között vetítette. Nem került bemutatásra a teljes sorozat.
Németország: 1981.06.30.-1989.10.17; keddenként 21:45-kor az ARD vetítette.
Ausztria: 1981.07.06.-1988.09.27; keddenként 21:45-kor az ORF-1 vetítette.
Nagy-Britannia: 1978. szeptember 5; BBC 1 tűzte műsorra elsőként.

## Filmek
A világszerte méltán óriási sikert arató Dallas című sorozat utolsó epizódja után sem szűnt meg a nézőközönség rá irányuló kereslete. A sorozat alapján készült 1996-ban a Dallas: Jockey visszatér (Dallas: J. R. Returns) és 1998-ban a Dallas: A Ewingok háborúja (War of the Ewings) című filmek. Ezek a filmek némi karaktertorzítással tulajdonképpen a népszerű sorozat folytatását képezik. A sorozat alatt is készítettek egy filmet, 1986-ban: a Dallas: Ahogy kezdődött vagy más címen: Dallas: A korai évek, (Dallas: The Early Years) a Ewing-Barnes viszály gyökereit tárja fel a nézőközönség előtt.

### Dallas újra
2010-ben a TNT bejelentette, hogy újra elkezdik forgatni a Dallas-t, a sorozat Cynthia Cidre forgatókönyve alapján készült. A Jesse Metcalfe, Jordana Brewster és Brenda Strong nevével fémjelzett sorozat középpontjában Jockey fia, John Ross, és Bobby fogadott fia Christopher áll, de az eredeti sorozatból ismert a Jockeyt játszó Larry Hagman, a Samanthaként befutó Linda Gray, és a nők kedvence, a Bobby-t játszó Patrick Duffy is szerepet kapott. Magyarországon 2012. augusztus 29-től kezdi el vetíteni az RTL Klub, az előtte való két hét szerdáján a két Dallas-sorozat között forgatott Dallas: Jockey visszatér és a Dallas: A Ewing-ok háborúja című filmeket vetíti le.

## Járművek
A sorozat egyik figyelemreméltó vonása, hogy a módos főszereplők habár az ízig-vérig amerikai Texas államban éltek, Jockot kivéve majdnem mind európai, főleg német autókkal közlekedtek, amelyek ráadásul nem is voltak feltétlenül hagyományos értelemben vett luxusautók, sőt, némely szereplő egész szolid, hétköznapi autókkal is járt. Sofőr elvétve akadt csak, alapvetően mindenki maga vezetett. (Hogy mindezekre a főszereplők szimpatikusabbá tétele miatt, vagy valamilyen lobbi, netán burkolt reklám miatt került sor nem tudni.) Egy kicsit talán szokatlannak tűnhetett ez egy olyan helyen, ahol jellemzően hatalmas, korabeli amerikai cirkálókkal közlekedtek a gazdagok, Texasról lévén szó sokszor bikaszarvakkal vagy más díszekkel is ékesítve a kocsijaikat. Jock "nagy öreg olajmágnás" karaktere szintén ilyen cirkálóval járt, de a család többi tagjának vagy már eleve európai, vagy hétköznapi amerikai autói voltak, amiket idővel viszont szintén európaira cseréltek. (Jock karaktere viszont jellege miatt valószínűleg később sem váltott volna európai autóra.) A főszereplők járművei aztán szintén összeforrtak a karakterekkel, amiket a laikusok nem egyszer azokkal összefüggésben azonosítottak, pl. "Bobby-Merciként".

### A főszereplők autói
| Szereplő       | Márka                    | Autótípus |
| -------------- | ------------------------ | --- |
| Jockey         | Mercedes Cadillac        | Jockey szinte mindig egy világoszöld, S osztályú, vagyis a legnagyobb négyajtós Mercedesszel járt. Először egy (W116-os) 280 SE-vel, majd 450 SEL-el. Ezt követte egy (W126-os) 380 SEL és még egy 500 SEL is. Rövid ideig egy szürke Cadillac Allantéja is volt a sorozat vége felé. (Rendszáma: EWING 3) |
| Bobby          | Mercedes Maserati Jaguar | Bobby egy piros sport Mercedesszel járt, annak is a cabrio, vagyis nyitott változatával. Az ő Mercedese még annyit sem változott mint Jockey-é, végig R107-es modell maradt, először egy 450 SL, majd 380 SL. Rövidke ideig egy Maserati Biturbót és egy (R129-es) Mercedes SL-t is tulajdonolt, mindkettőt feketében és ugyancsak nyitottban. Később a sorozat vége felé egy világosbarna, szintén cabrio Jaguar XJS-el járt. (Rendszáma: EWING 4) |
| Ellie          | Volkswagen               | Ellie autója egy fehér Volkswagen Golf Mk1 Cabriolet volt, amit viszont alig használt a sorozatban. Vezetni is talán csak egyszer vezette egy drámaibb epizódban, ezáltal a vezetését is dramaturgiai eszközként felhasználva. (Rendszáma: EWING 2) |
| Jock           | Lincoln                  | Jock egy világoskék, 1977-es Lincoln Continental Mark V-öt használt. (Rendszáma: EWING 1) |
| Pamela         | Chevrolet Porsche        | Pamelának először egy fekete, szintén 79-es Chevrolet Corvette stingray-je, majd két barna Porschéja volt, előbb egy 911-es targa, majd egy 911-es cabrio. (Rendszáma: EWING 6) |
| Samantha       | Mercury Ford Mercedes    | Samanthának volt a legtöbbféle autója a főszereplők közül. Kezdetben masszív, amerikai "woody"-kat, vagyis fabetétes kombikat használt, legelőször egy piros, 1975-ös Mercury Colony Parkot, majd ugyanezt sárgában. Később ugyanezen autó 1979-es modellje tűnt fel, ugyancsak sárga színben. De volt egy ugyanilyen évjáratú-színű Ford LTD Country Squire-je is. (A Mercury amúgy a Ford cég egyik márkája.) Ezután ő is "Mercedes-párti" lett, legalábbis az autói alapján: először egy szintén kombi, szintén sárga vagy világos drapp (S123-as) 300 TD-je volt, majd "kitörve" a sárga kombik közül kupéja, egy szürke (C126-os) 380 SEC-je lett. |
| Lucy           | Fiat Triumph Porsche     | Lucy első autója, amit a sorozatban ajándékként is kapott meg egy ezüstszürke Fiat X1/9 volt. Ezt egy hasonló színű, nyitott Triumph TR7 követte, utána két Porschéja lett neki is, mint Pamelának: egy szürke 924-es, majd később egy sötétszürke 944-es. (Rendszáma: EWING 5) |
| Ray Krebbs     | Chevrolet és mások       | Ray pick-up kisteherautókkal járt, mint farmon élő és dolgozó ember, mint például egy világoszöld-fehér színű, 1969-es Chevrolet C-10-zel. |
| Clayton Farlow | Rolls-Royce              | Clayton végig ugyanazzal a kék Rolls-Royce Silver Spirit-tel járt a Southfork Ranch lakójaként is, amellyel korábbi otthonából megismerhették a nézők. |

## Díjak és jelölések
- 1982 – Golden Globe-díj – a legjobb színésznő dráma tv-sorozatban (Barbara Bel Geddes)
- 1980 – Emmy-díj – a legjobb színésznő dráma sorozatban (Barbara Bel Geddes)
- 1985 – Golden Globe-jelölés – a legjobb színész dráma tv-sorozatban (Larry Hagman)
- 1984 – Golden Globe-jelölés – a legjobb dráma tv-sorozat
- 1983 – Golden Globe-jelölés – a legjobb színész dráma tv-sorozatban (Larry Hagman)
- 1983 – Golden Globe-jelölés – a legjobb színésznő dráma tv-sorozatban (Victoria Principal)
- 1983 – Golden Globe-jelölés – a legjobb dráma tv-sorozat
- 1982 – Golden Globe-jelölés – a legjobb színész dráma tv-sorozatban (Larry Hagman)
- 1982 – Golden Globe-jelölés – a legjobb színésznő dráma tv-sorozatban (Linda Gray)
- 1982 – Golden Globe-jelölés – a legjobb dráma tv-sorozat
- 1981 – Golden Globe-jelölés – a legjobb színész dráma tv-sorozatban (Larry Hagman)

## Hatása a popkultúrára
1992-ben Magyarországon a gödöllői Török Ignác Gimnázium négy végzőse, Szabó Márk, Kaján János, Bíró Szabolcs és Balogh Norbert elkészítette a sorozat alapján annak trágár szinkronparódiáját a 4 évad 17., "Az új Mrs Ewing" című részéből. Az internet elterjedésével az egyik első magyar mém lett a videó, egyes sorai a mai napig klasszikus nyelvi szófordulatok, közismert frázisok lettek.
Például a "Szarok a farmra, bazdmeg" és a "Véged lesz, mint a Twin Peaks-nek b.meg"

## Érdekességek
A forgatás befejezése után a Southfork Ranch konferencia- és rendezvényközponttá vált. Egyik szárnyában a sorozatra emlékező kiállítást rendeztek be. A Texasi Parkerban található, 40 km-re Dallastól. 1970-ben építette Joe Duncan, aki után először Duncan Acres-nak hívták. (A rajongók zaklatása miatt a családjával idővel elköltöztek.) Az enteriőrjét szándékosan a Dallas fényűző stílusában alakították ki. Az épület méreteihez hasonlóan a sorozatban látott belső terek szintén jelentősen különböznek a valódi helyiségektől. A kertje, kevesebb, mint 1 hektár területű. Itt csak a kültéri jeleneteket vették fel. Az epizódokban látott szobákat az MGM stúdióiban építették fel. Csak egyetlenegyszer forgatták ténylegesen Southfork belterében a Dallast, mégpedig az 1998-as Ewingok háborúja idején, illetve a sorozat előzményfilmjének néhány jelenetét.